# Sammi Adjei
Sammi Adjei (18 de novembro de 1973) é um ex-futebolista profissional ganês, atuava como defensor, medalhista olímpico de bronze.
Sammi Adjei conquistou a a medalha de bronze em Barcelona 1992.